# Mire Mare
Mire Mare est un jeu vidéo abandonné d'Ultimate Play the Game.

## Contexte
Underwurlde, le deuxième jeu de la série Sabreman d'Ultimate (entre Sabre Wulf et Knight Lore), a trois sorties distinctes, chacune nommée d'après un autre jeu de la série. La première sortie s'appelle Knight Lore, et est sortie en même temps que Underwurlde. Le deuxième nom est Pentagram, qui a été publié en 1986. La troisième sortie s'appelle Mire Mare, ce qui était attendu, mais jamais publié,.
À la fin de Knight Lore, le poème affiché se lit comme suit :
« 
THE POTION CASTS
ITS MAGIC STRONG
ALL EVIL MUST BEWARE
THE SPELL HAS BROKEN
YOU ARE FREE
GO FORTH TO MIREMARE »
À la fin de Pentagramme, le message affiché est :
« 
CONGRATULATIONS
YOU HAVE COMPLETED
THE PENTAGRAM
YOUR ADVENTURE CONTINUES IN
MIRE MARE »
Rare (la société qui est née des cendres d'Ultimate) a révélé à la fin des années 1990 que le jeu aurait été similaire à Sabre Wulf . Ils ont également expliqué que, bien que la conception de base du jeu ait été achevée, l'emploi du temps chargé d'Ultimate a fait que le codage du titre n'a jamais été terminé.